# Raccolanatal
Koordinaten: 46° 24′ N, 13° 24′ O
Das Raccolanatal (italienisch Val Raccolana, friaulisch Cjanâl di Racolane, slowenisch Reklanska dolina) liegt in den julischen Alpen. Das 13 km lange Tal liegt im Gebiet der Gemeinde Chiusaforte, in der Provinz Udine. Es erstreckt sich von West nach Ost und hat eine Engstelle zwischen den Felswänden des Cimone im Norden und des Kanin im Süden. Es wird vom gleichnamigen Torrente, der 15 km langen Raccolana, durchflossen, die bei Chiusaforte in die Fella mündet.

## Orte

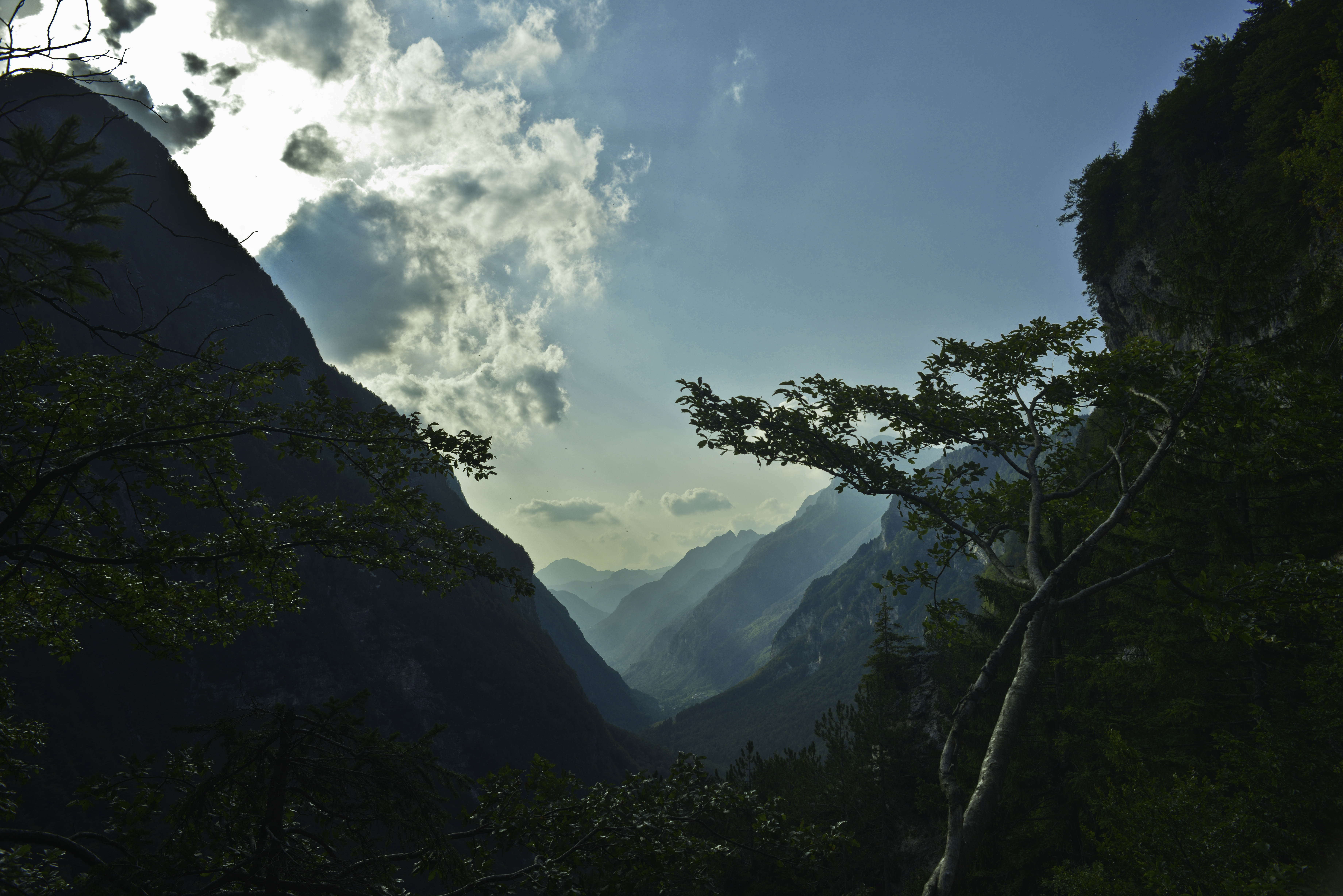
Raccolanatal

Das tief eingefurchte Tal ist spärlich besiedelt. Dort liegen kleine, karge Dörfer, die mittlerweile beinahe menschenleer sind. Entlang der Talstraße SP 76 von Westen nach Osten sind das:
- Raccolana
- Pezzeit (Patoc)
- Saletto
- Tamaroz
- Piani di Qua
- Piani di Là
- Stretti.

Die Straße führt anschließend zur Passhöhe und dem Wintersportort Sella Nevea.